# Condado de Door
El condado de Door es el condado más oriental del estado estadounidense de Wisconsin. Según el censo de 2010, la población era de 27 785. Su centro administrativo es Sturgeon Bay.
El condado fue creado en 1851 y organizado en 1861. Lleva el nombre del estrecho entre la Península de Door y la Isla de Washington. El peligroso pasaje, conocido como la Puerta de la Muerte (Death's Door), está lleno de naufragios y era conocido por los nativos americanos y los primeros exploradores franceses.

## Historia
Se encontraron artefactos paleoíndios en el Sitio Cardy, incluidas cuatro puntas Gainey. Se está investigando la relación entre las puntas Gainey y puntas Clovis más omnipresentes, pero hay algunas similitudes. La mayor parte del material recolectado del sitio de Cardy en 2003 estaba hecho de una piedra conocida como Moline Chert, que no se encuentra en Wisconsin. A partir de 2007, se han encontrado siete puntas Clovis en el condado. Un estudio cuidadoso de ciertos artefactos paleoíndios del oeste de Wisconsin sugiere que se hicieron en la Península de Door y se transportaron por todo el estado.
Los artefactos de un antiguo pueblo en Nicolet Bay Beach datan de alrededor del año 400 a. C. Este sitio fue ocupado por varias culturas hasta aproximadamente 1300 AD.
En 246 a. C. (± 25 años), un perro fue enterrado en un lugar de entierro de nativos americanos en la isla de Washington.

### Nativos americanos y franceses

#### Leyenda Porte des Morts
El nombre del Condado de Door proviene de Death's Door ("Puerta de la Muerte"; originalmente en francés: Porte des Morts), el pasaje entre la punta de la Península de Door y la isla de Washington. El nombre "Puerta de la Muerte" vino de cuentos de nativos americanos, escuchados por los primeros exploradores franceses y publicados en forma muy adornada por Hjalmar Holand, describieron una incursión fallida de la tribu Winnebago para capturar la isla de Washington de la tribu rival Potawatomi a principios de 1600. Se ha asociado con el número de naufragios dentro del pasaje.

#### Potawatomis y Menominees
Antes y durante el siglo XIX, varios nativos americanos ocuparon el área que se convirtió en el Condado de Door y sus islas. Los exploradores franceses del siglo XVII hicieron contacto con varias tribus en la Península de Door. En 1634, la expedición de Jean Nicolet desembarcó en Rock Island. Esta se considera la primera visita de hombres de ascendencia europea a lo que ahora es Wisconsin. En 1665, Pierre-Esprit Radisson y Médard des Groseilliers pasaron el invierno en el condado con los Potawatomis. En 1669, Claude-Jean Allouez también invernó con los Potawatomis. Mencionó un área llamada "la Portage des Eturgeons". En 1673, Jacques Marquette y Louis Jolliet se quedaron en el condado unos tres meses como parte de su exploración. En 1679, la partida dirigida por La Salle adquirió alimentos de un pueblo de Potawatomis en lo que es ahora el Parque de Condado Robert La Salle. Durante la década de 1670, Louis André ministró a unos 500 nativos americanos en Rowleys Bay, donde erigió una cruz. La cruz se mantuvo hasta aproximadamente 1870. Alrededor de 1690, Nicolas Perrot visitó a los Potawatomis en la isla de Washington. En 1720, Pierre François Xavier de Charlevoix visitó el área con ocho viajeros experimentados.
Seis anillos jesuitas marcados con letras o símbolos y cuentas comerciales de vidrio de color turquesa se encontraron en Rock Island en los restos que dejaron los nativos americanos Potowatomi, Odawa y Huron-Peton-Odawa durante los siglos XVII y XVIII. Los restos de cuatro edificios de nativos americanos se documentaron en el sitio de Rock Island II durante las excavaciones de 1969-1973.
Al final del dominio francés sobre el área en 1763, los Potawatomis habían comenzado a mudarse al área de Detroit, dejando las grandes comunidades de Wisconsin. Más tarde, algunos Potawatomi regresaron de Míchigan al norte de Wisconsin. Algunos Potawatomis, pero no todos, abandonaron el norte de Wisconsin para ir al norte de Indiana y al centro de Illinois.
En 1815, el Capitán Talbot Chambers fue falsamente informado de haber muerto luchando contra los indios Blackhawk en la isla Chambers; la isla fue nombrada por él en 1816. Durante un ataque en 1835, uno de dos pescadores que estaba en cuclillas en la isla de Detroit fue asesinado a tiros junto con uno o más nativos americanos. Desde la década de 1840 hasta la de 1880, los hermanos Clark operaron un campamento de pesca en Whitefish Bay que empleaba de 30 a 40 pescadores. Además, 200–300 Potawatomis extrajeron aceite de pescado de los desechos de pescado en el campamento.

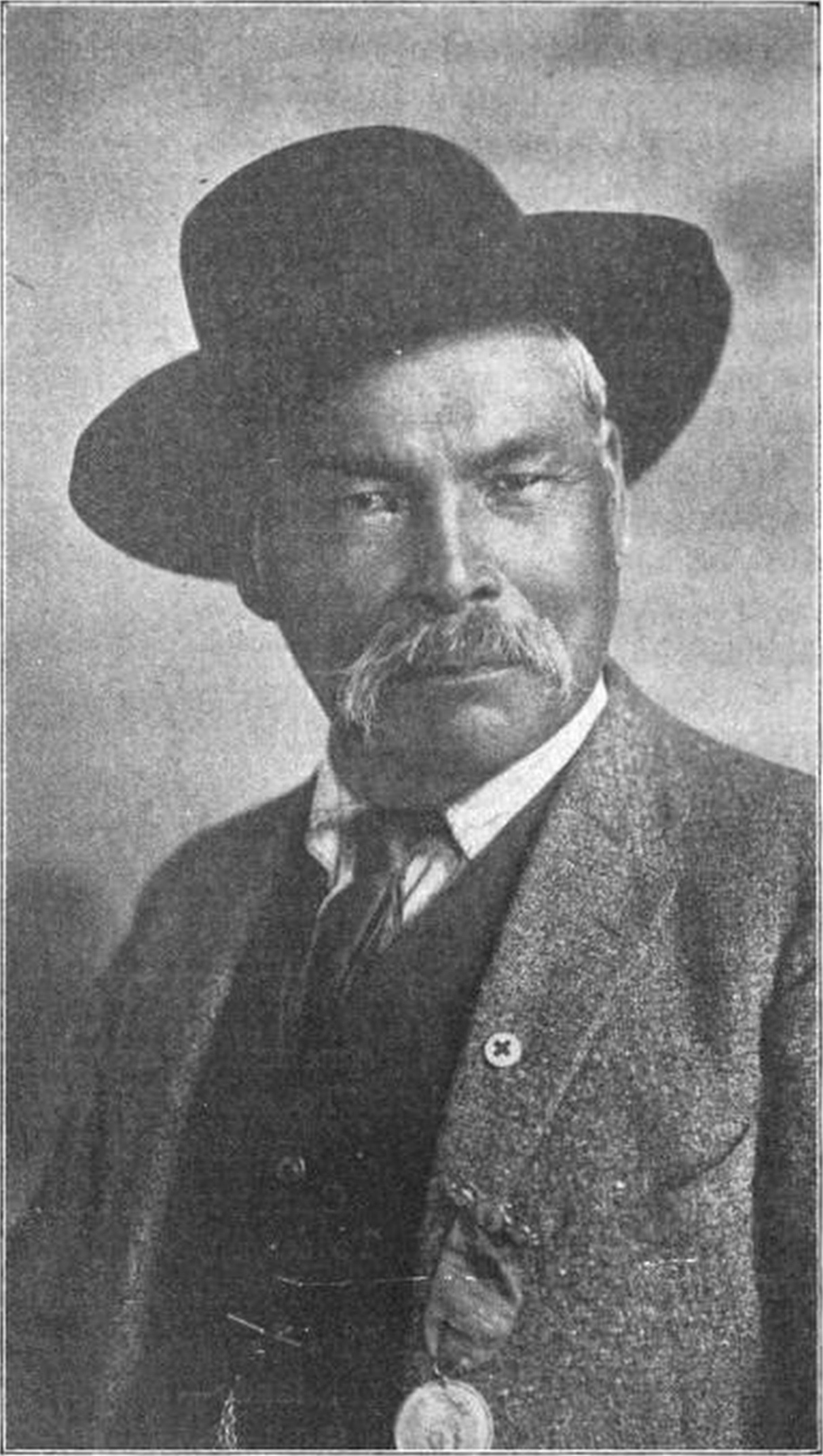
Jefe Potawatomi Simon Onanguisse Kahquados, 1919

Los Menominee cedieron su reclamo a la Península de Door a los Estados Unidos en el Tratado de los Cedros de 1836 después de años de negociaciones con los Ho-Chunk y el gobierno de los Estados Unidos sobre cómo acomodar a las poblaciones entrantes de los pueblos Oneida, Stockbridge-Munsee y Brothertown. quien había sido removido de Nueva York. Como resultado de este tratado, los colonos podían comprar tierras, pero muchos pescadores aún optaban por vivir como ocupantes ilegales. Al mismo tiempo, los Potawatomis más descentralizados fueron despojados de sus tierras sin compensación. Algunos Potawatomis ya en 1845 se aseguraron de visitar y apostar con los Menominee poco después de que se emitieran los pagos periódicos de la anualidad. Muchos emigraron a Canadá debido a múltiples factores. Un factor fueron las invitaciones de los nativos americanos que ya estaban en Canadá para que los Potawatomis se unieran a ellos. Otra fue la política británica de invitar y alentar la mayor cantidad posible de emigración india de los Estados Unidos. Incluso antes de su emigración final, muchos Potowatomis habían emigrado periódicamente a Canadá para recibir una compensación relacionada con su servicio en el lado británico durante la Guerra de 1812 y para prometer su continua lealtad. Otro factor fue el deseo de evitar los duros términos del Tratado de Chicago de 1833, que compensó al Wisconsin Potowatomi con menos de lo que se le pagó a Potowatomi desde el área de Chicago. Aunque no todos los Potawatomi participaron en el Tratado de Chicago, era política federal que cualquiera que no se trasladara hacia el oeste como estipulaba el tratado no recibiría compensación por sus tierras. Además, algunos prefirieron el clima del área de los Grandes Lagos sobre el de las Llanuras, y la política gubernamental estadounidense para el área a partir de 1837 tendió a la eliminación forzada en lugar de voluntaria de los indios. Área de lagos sin riesgo de remoción.
El jefe de Potawatomi, Simon Kahquados, viajó a Washington D. C. varias veces en un intento de recuperar la tierra. En 1906, el Congreso aprobó una ley para establecer un censo de todos los Potawatomis que vivían anteriormente en Wisconsin y Míchigan como un primer paso hacia la compensación. El rollo "Wooster" de 1907, que lleva el nombre del empleado que lo compiló, documentó 457 Potawatomis viviendo en Wisconsin y Míchigan y 1423 en Ontario. En lugar de devolver la tierra, se emitió un exiguo pago mensual. Aunque Kahquados no tuvo éxito, ha aumentado la conciencia pública sobre la historia del pueblo Potawatomi. En 1931, 15 000 personas asistieron a su entierro en Peninsula State Park.

### Asentamiento y desarrollo

#### Asentamiento delsigloXIXalXX

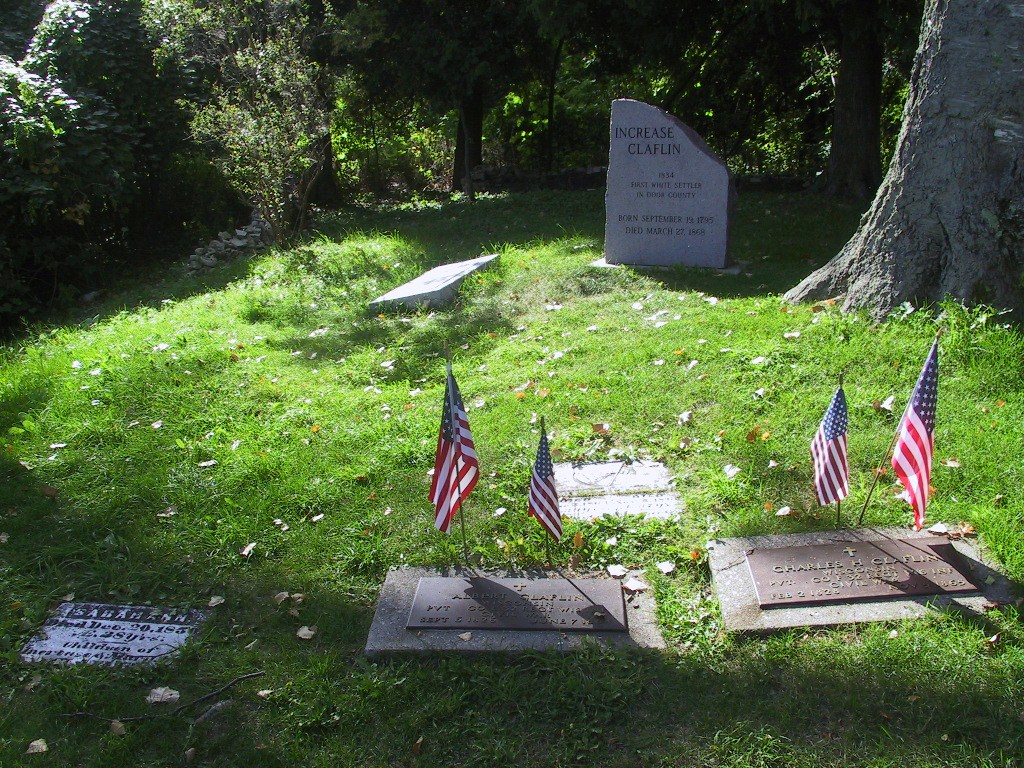
Tumbas de Increase Claflin y familia

Los siglos XIX y XX vieron la inmigración y el asentamiento de pioneros, marineros, pescadores, madereros y granjeros. El primer colono blanco fue Increase Claflin. En 1851, el Condado de Door se separó de lo que había sido el Condado de Brown. En 1854 en la Isla de Washington, se abrió la primera oficina de correos en el condado. En 1855, cuatro irlandeses fueron abandonados accidentalmente por su barco de vapor, lo que llevó al asentamiento de lo que ahora es Forestville. En 1853, los Moravos fundaron Efraín como una comunidad religiosa después de que Nils Otto Tank resistiera los intentos de reforma de la propiedad de la tierra en la antigua colonia religiosa cerca de Green Bay. En el siglo XIX, una inmigración a gran escala de Valones Belgas poblaba una pequeña región en la parte sur del condado, incluyendo el área designada como el distrito histórico de Namur. Construyeron pequeñas capillas votivas en la carretera, algunas todavía en uso hoy en día, y trajeron otras tradiciones de Europa, como el festival de la cosecha Kermiss.
Con la aprobación de la Ley de Homestead de 1862, las personas podían comprar 80 acres de tierra por $18, siempre que residieran en la tierra, la mejoraran y cultivaran durante cinco años. Esto hizo que el asentamiento en el Condado de Door fuera más accesible.
Cuando el incendio de Peshtigo de 1871 quemó la ciudad de Williamsonville, sesenta personas murieron. El área de este desastre ahora es el Tornado Memorial County Park, llamado así por los remolinos de fuego. En total, 128 personas en el condado perecieron en el incendio de Peshtigo. Después del incendio, algunos residentes decidieron usar ladrillo en lugar de madera.
En 1885 o 1886, lo que ahora es la Estación de la Guardia Costera se estableció en Sturgeon Bay. La pequeña estación abierta estacionalmente en la isla de Washington se estableció en 1902.
En 1894, el Ferrocarril Ahnapee y Western se extendió a Sturgeon Bay. En 1969, un tren corrió al norte de Algoma hacia el condado por última vez, aunque otros trenes del sur continuaron operando hasta 1986.

#### Turismo temprano

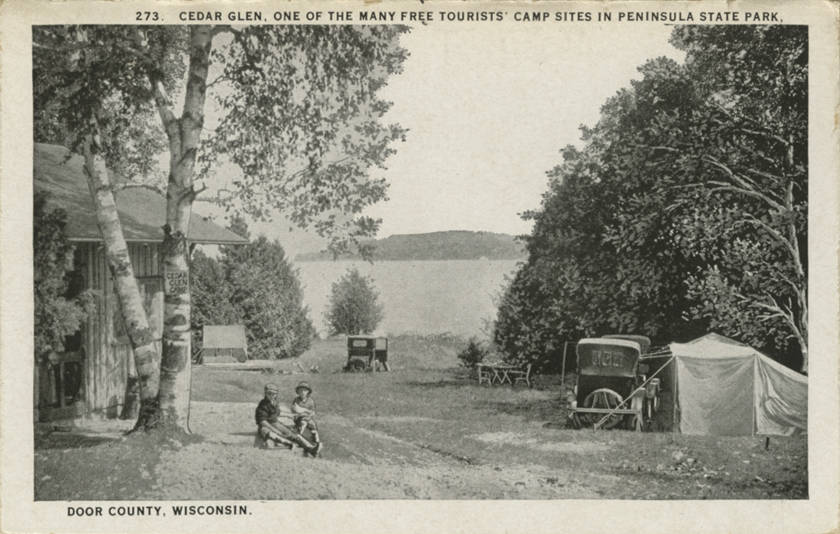
Esta postal de 1924 producida por Curt Teich & Company dice: "Cedar Glen, uno de los muchos campamentos de turistas gratuitos en el Parque Estatal de la Península, Condado de Door, Wisconsin".

Desde 1865 hasta 1870, se construyeron tres hoteles turísticos en y cerca de Sturgeon Bay junto con otro en Fish Creek. Además de alojarse en hoteles, los turistas también se alojan en casas particulares. Los turistas pueden visitar la parte norte del condado en el barco de vapor Great Lakes, a veces como parte de un crucero por el lago con música y entretenimiento. Llegar a la península desde Chicago toma tres días. El aire que rodeaba a las comunidades agrícolas estaba relativamente libre de polen de ambrosía porque los cultivos de granos maduraban lentamente en el clima frío y se cosechaban a fines de año. Esto evitó las infestaciones de ambrosía de fines de temporada en el rastrojo. Esto lo hizo especialmente atractivo para aquellos que sufren de fiebre del heno en la ciudad.
Las carreteras mejoradas de piedra triturada facilitaron el turismo de motor a principios de 1900. En 1909 al menos 1,000 turistas visitados por año. En 1938, Jens Jensen advirtió sobre los impactos culturales negativos del turismo. Escribió: "El condado de Door está siendo arruinado lentamente por los estúpidos tontos enloquecidos por el dinero. Este negocio turístico está destruyendo un poco de cultura".

#### Promoción del huerto

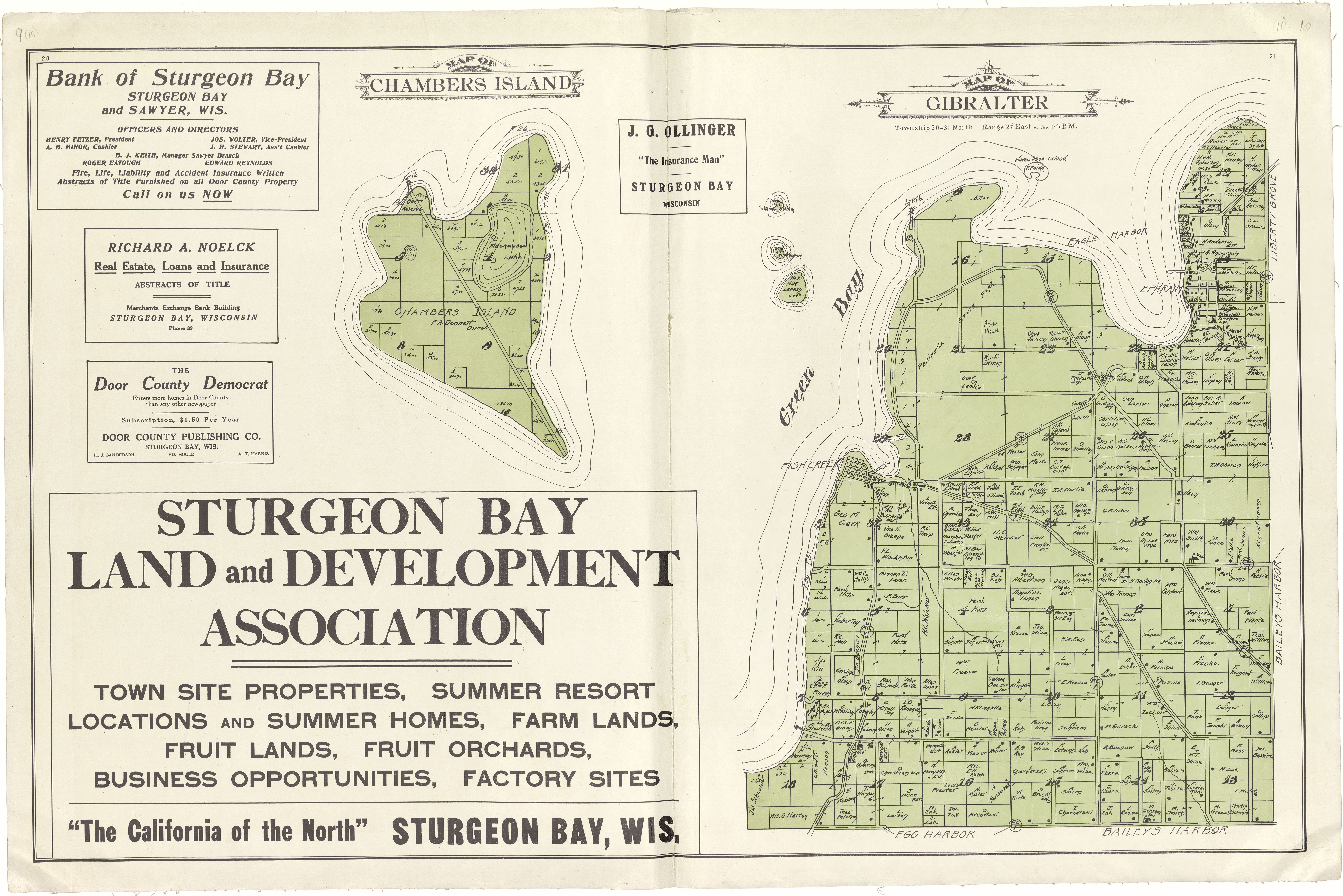
1914 Sturgeon Bay anuncio de bienes raíces

En 1865, se estableció la primera operación comercial de frutas cuando las uvas se cultivaron en una de las Islas Fresas. En 1895, se estableció un gran vivero de árboles frutales y se promovió agresivamente la horticultura de frutas. Se instó no solo a los agricultores sino incluso a los hombres "criados en la ciudad" a considerar la cría de frutas como una carrera. La primera de las múltiples cooperativas de comercialización de frutas comenzó en 1897. Además de los huertos gestionados por empresas, en 1910 se estableció la primera corporación para plantar y vender huertos preestablecidos. Aunque los huertos de manzanas eran anteriores a los cerezos, en 1913 se informó que las cerezas habían superado a las manzanas.

#### Fuentes de mano de obra para el cultivo de cereza

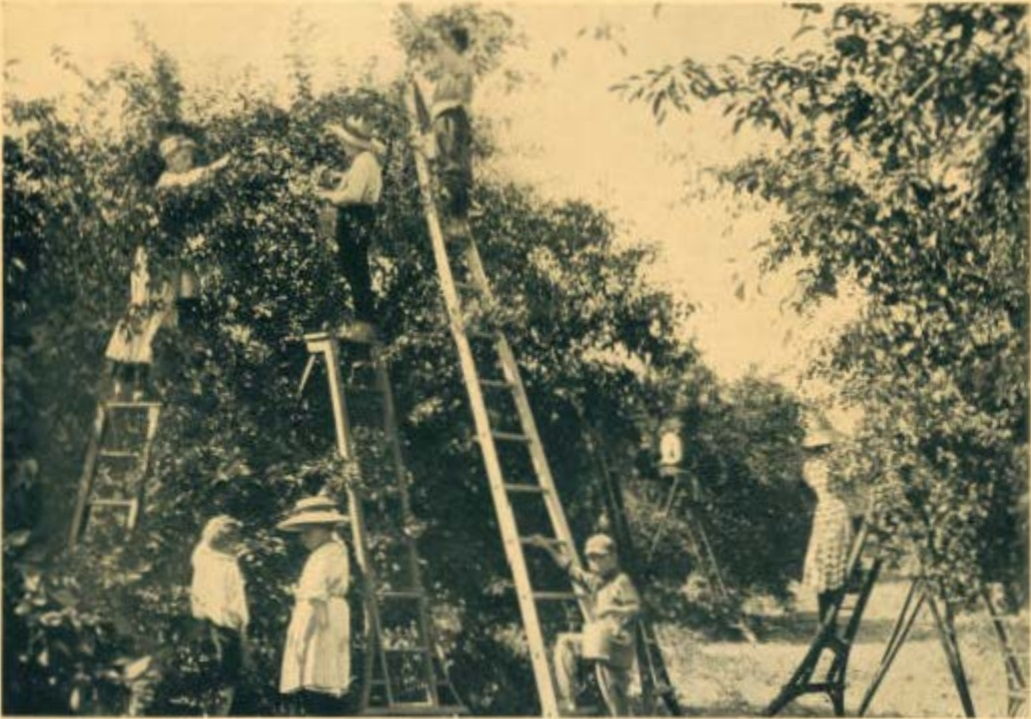
De un folleto promocional de 1914, el título dice "Los niños disfrutan recogiendo cerezas en los huertos del Condado de Door"

## Atracciones

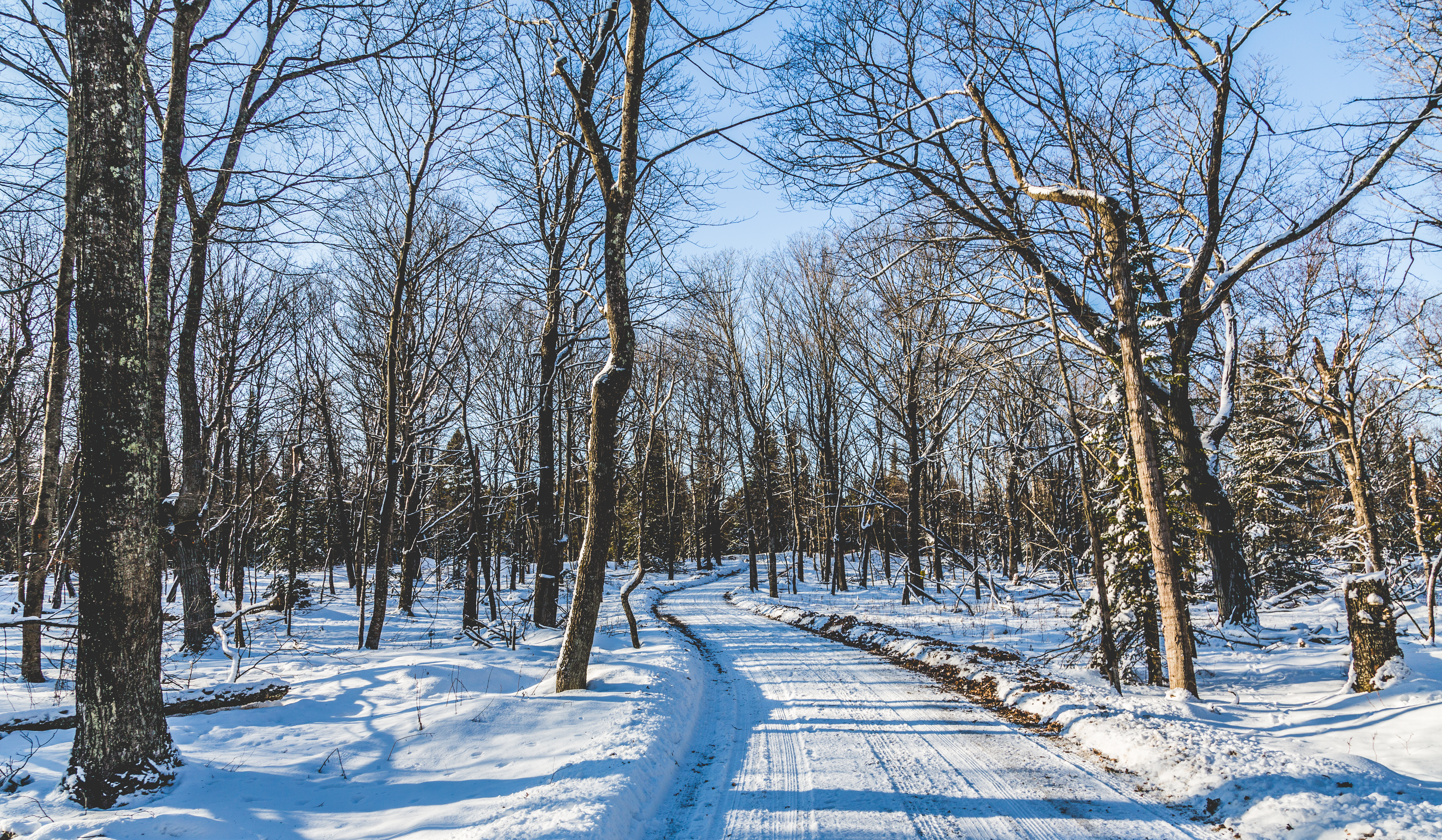
Shivering Sands Area humedal complejo, enero 1

### Terrenos recreativos

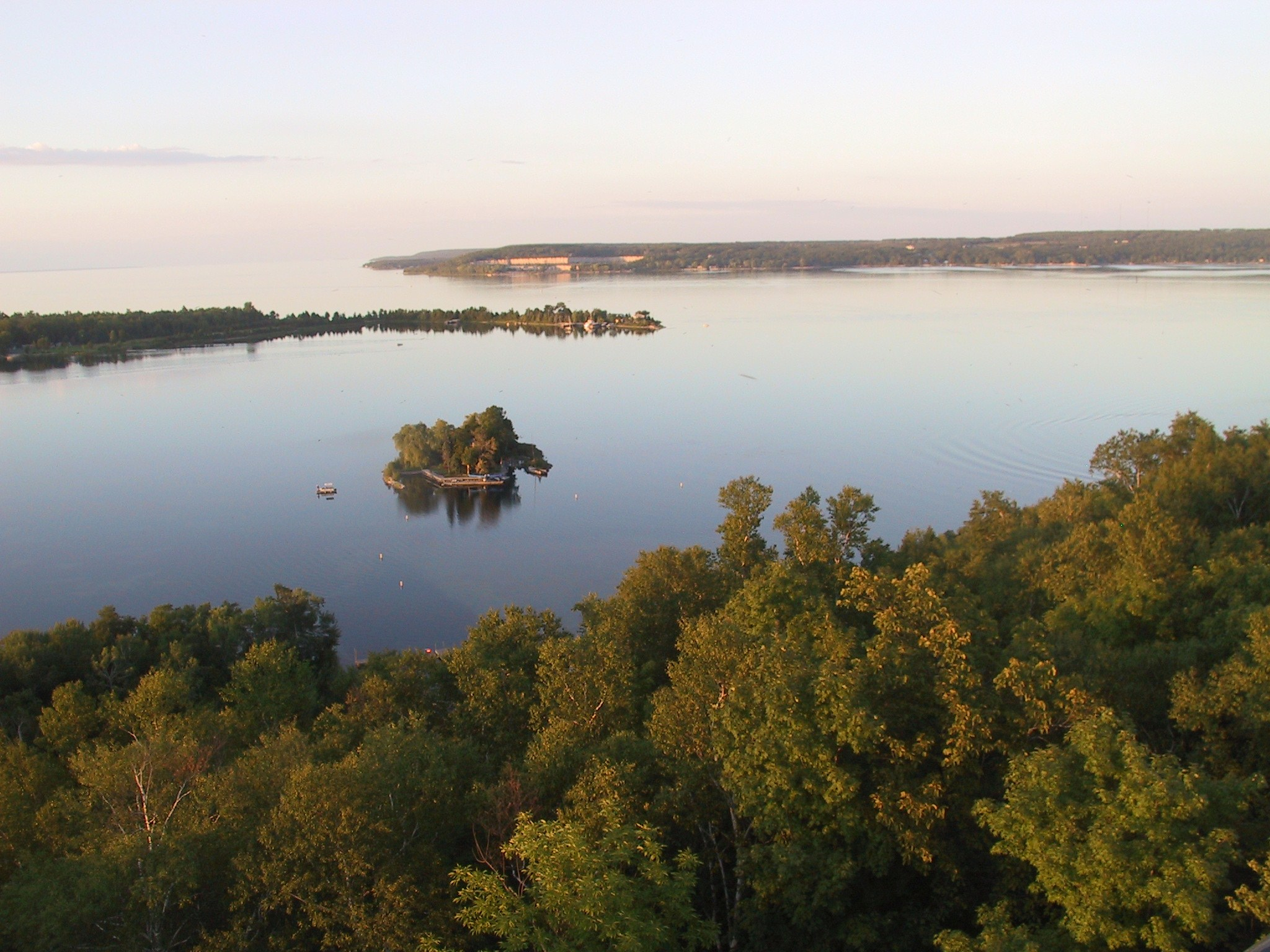
Vista en agosto de la observación actualmente cerrada torre en Potawatomi Parque Estatal. La isla pequeña es Heaven on Earth Island, anteriormente Bug Island. En el izquierdo es Cabot Point, parte del Idlewild área, y en el correcto es la orilla de noroeste de Sturgeon Bay que presenta el rock cortado de la Cantera de Old Stone Quarry (ahora llamado George K. Pinney County Park), una vez el más grande en el estado. La Green Island aparece como muy faint línea a lo largo del horizonte.

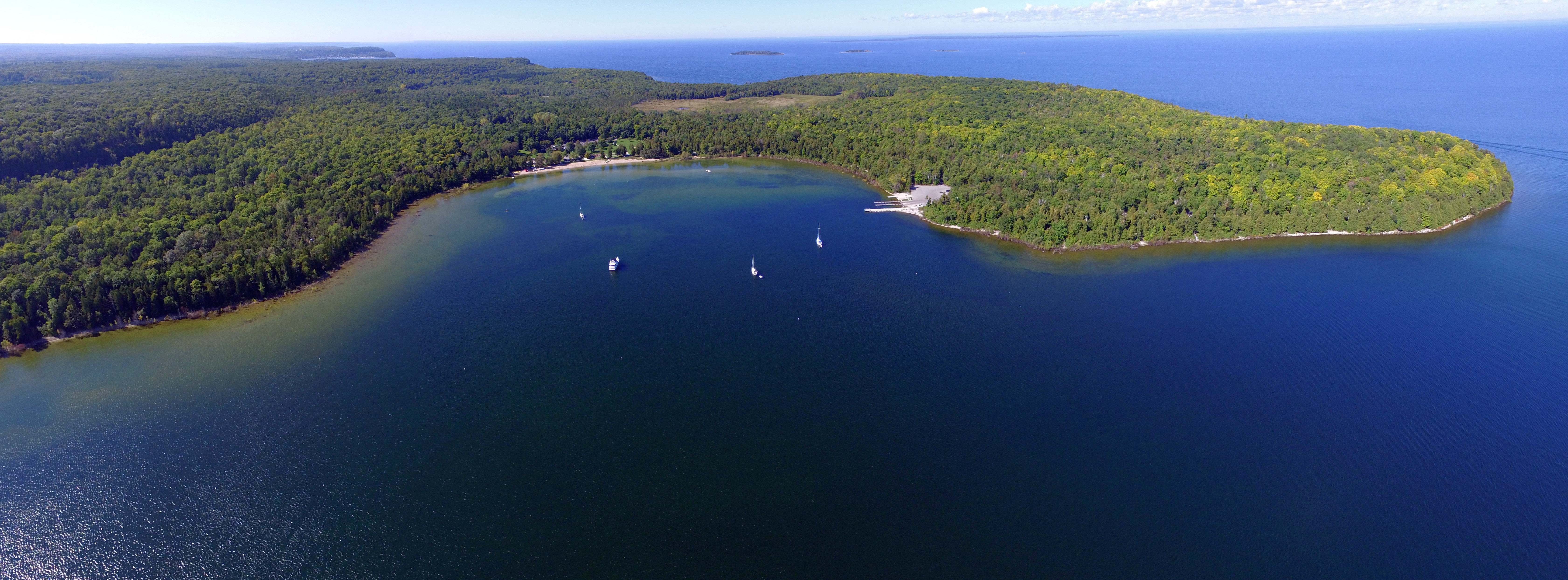
Nicolet Bay en Península Parque Estatal, Nicolet Playa en el centro. Desde este estuvo tomado en mid-septiembre, la playa es mayoritariamente vacía.